# Biberovac
Biberovac (peperomija; lat. Peperomia), veliki rod paparovki rasprostranjen po svim kontinentima, osim Europe. Pripada mu 1394 vrsta jednogodišnjeg ili višegodišnjeg raslinja, često sukulenti, epifiti ili litofiti na stijenama; stabljike su uspravne ili uzdižuće, ponekad penjačice.

## Vrste
Vidi Popis vrsta roda Peperomia

## Sinonimi
- Acrocarpidium Miq.
- Erasmia Miq.
- Micropiper Miq.
- Phyllobryon Miq.
- Piperanthera C.DC.
- Rhynchophorum (Miq.) Small
- Tildenia Miq.
- Trigonanthera André
- Troxirum Raf.